# Guldbrytning

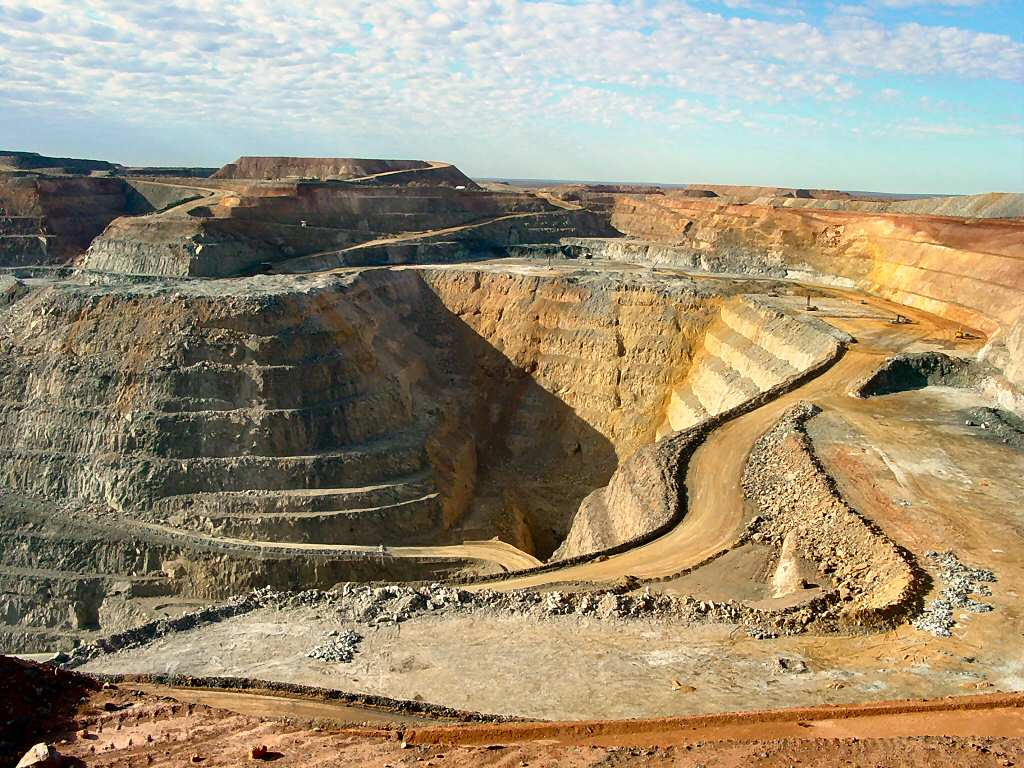
Guldgruvan Super Pit i Australien

Guldbrytning kallas den process när man bryter guld från gruvor. Platser där guldbrytning sker kallas guldgruvor.

## Guldgruvor i Sverige
- Björkdalsgruvan
- Fäbodtjärn
- Svartlidengruvan
- Ädelfors guldgruva